# Skaldens natt
Skaldens natt är en text av Carl Jonas Love Almqvist, av nutida forskning karakteriserad som en ”lyrisk prosamonolog”.  Den avslutar band X av den så kallade duodesupplagan av Törnrosens bok, vilket utkom 1838. Den korta texten gestaltar en stark religiöst-mystisk upplevelse.